# Ad-Aware
Ad-Aware is een anti-spywareprogramma dat software detecteert en verwijdert van een computer, die vallen onder spyware en adware. Het detecteert ook andere software die de computer beschadigen zoals trojans en tracking cookies. Het programma wordt ontwikkeld door Lavasoft. De vorige gratis versie van Ad-Aware SE Personal was inbegrepen in Google Pack van 6 januari 2006, maar werd weggelaten in de versie van april 2007 en vervangen door Spyware Doctor Starter Edition.
Ad-Adware is compatibel met Windows 2000 (Professional/Server), Windows Server 2003, Windows XP (Home/Professional), Windows Vista, Windows 7 en Windows 8.

## Versies
Op 21 mei 2008 bracht Lavasoft de nieuwste versie van Ad-Aware uit, versie 7.1. Deze bevatte aanzienlijke veranderingen. De grootste verandering was de toevoeging van een virusscanner. Ad-Aware heeft 4 verschillende versies.

### Ad-Aware 2008 Free
Ad-Aware 2008 Free omvat skins, hulphandleiding en de laatste versie voor de meest volledige bescherming. Real-time-protection is echter niet inbegrepen. Met deze versie moet de gebruiker eerst zijn internetsessie beëindigen en dan manueel het scannen starten.

### Ad-Aware 2008 Plus
Het grootste verschil tussen Free-, Plus- en Pro-versie is dat er een toevoeging is van real-time-scans. Hierdoor is de gebruiker continu beschermd tegen spyware, ook als de gebruiker bezig is met een internetsessie. Andere functies zijn automatisch updaten, scannen van opgegeven mappen, het bewerken van de hostfile en tracking cookies blokkeren.

### Ad-Aware 2008 Pro
Ad-Aware 2007 Pro bevat alle functies die aanwezig zijn bij de Free- en Plus-versie. De Pro-versie heeft ook de functie om andere computers over een netwerk te scannen. Twee andere programma's zijn ook toegevoegd bij de Pro-versie, Ad-Watch Connect en een Process Watch Module.

### Ad-Aware SE Enterprise
Ad-Aware SE Enterprise is bedoeld voor ondernemingen. Deze kunnen met dit programma al hun computers scannen op hun netwerk. Het systeem werkt met een controlecomputer die al de andere computers scant. Het omvat netwerktools om dit te verwezenlijken.

### Programmaonderdelen
|                                          | Ad-Aware 2007 Free | Ad-Aware 2007 Plus | Ad-Aware 2007 Pro | Ad-Aware SE Enterprise |
| ---------------------------------------- | ------------------ | ------------------ | ----------------- | ---------------------- |
| Automatische updates                     | Nee                | Ja                 | Ja                | Ja                     |
| Aangepaste scans                         | Nee                | Ja                 | Ja                | Ja                     |
| Timerscan                                | Nee                | Ja                 | Ja                | Ja                     |
| Ad-Watch Real-Time Monitor               | Nee                | Ja                 | Ja                | Ja                     |
| Ad-Watch RegShield                       | Nee                | Ja                 | Ja                | Ja                     |
| Hosts File Editor                        | Nee                | Ja                 | Ja                | Ja                     |
| Cookies blokkeren                        | Nee                | Ja                 | Ja                | Ja                     |
| Gratis ondersteuning                     | Nee                | Ja                 | Ja                | Ja                     |
| Priority Threat Updates                  | Nee                | Ja                 | Ja                | Ja                     |
| Uitgebreide scanresultaten               | Nee                | Ja                 | Ja                | Ja                     |
| Bijkomende commandline-ondersteuning     | Nee                | Nee                | Ja                | Ja                     |
| Ad-Watch Connect                         | Nee                | Nee                | Ja                | Ja                     |
| Process Process Watch Module             | Nee                | Nee                | Ja                | Ja                     |
| Netwerkschijf scannen                    | Nee                | Nee                | Ja                | Ja                     |
| Monitor AAW-netwerkmachines              | Nee                | Nee                | Nee               | Ja                     |
| Scan netwerkcomputers                    | Nee                | Nee                | Nee               | Ja                     |
| Update alle AAW-computers in het netwerk | Nee                | Nee                | Nee               | Ja                     |
| Prijs                                    | Gratis             | $ 26.95            | $ 39.95           | N/A                    |

## Gebruik
Tussen 27 mei 2005 (versie 1.06) en 23 april 2007, werd dit programma liefst 239 miljoen keer gedownload. In 2007 is het echter vervangen door Ad-Aware 2007 dat ondertussen al 255 miljoen keer gedownload is.